# Ranunculus gormanii
Ranunculus gormanii Greene – gatunek rośliny z rodziny jaskrowatych (Ranunculaceae Juss.). Występuje endemicznie w Stanach Zjednoczonych, w północno-zachodniej części Kalifornii oraz południowym Oregonie. 

## Morfologia
PokrójBylina dorastająca do 5–10 cm wysokości.
LiścieMają owalny kształt. Mierzą 1,5–4 cm długości oraz 1–2 cm szerokości. Nasada liścia ma zaokrąglony lub ucięty kształt. Brzegi są całobrzegie lub ząbkowane. Wierzchołek jest ostry lub tępy. Ogonki liściowe są dłuższe niż liście.
KwiatyMają 5 eliptycznych działek kielicha, które dorastają do 2–4 mm długości. Mają 5 lub 6 żółtych płatków o długości 4–6 mm.
OwoceNagie niełupki o odwrotnie jajowatym kształcie i długości 1–2 mm. Tworzą owoc zbiorowy – wieloniełupkę o półkulistym kształcie i dorastającą do 3–4 mm długości.

## Biologia i ekologia
Rośnie na łąkach i brzegach rzek. Występuje na wysokości od 900 do 3300 m n.p.m. Kwitnie od maja do czerwca. Preferuje stanowiska w pełnym nasłonecznieniu. Dobrze rośnie na wilgotnym, żyznym i dobrze przepuszczalnym podłożu. 